# Barsebäck
Barsebäck (PRONÚNCIA APROXIMADA bar-se-béque) é uma localidade da Suécia, situada na província histórica da Escânia.
Tem cerca de 851 habitantes (2018), e pertence à comuna de Kävlinge.
Perto da localidade está localizada a antiga central nuclear de Barsebäck, desativada em 2005.
Em Barsebäck está situada a propriedade rural da família do conde Hamilton, incluindo um palácio senhorial do século XV, restaurado no século XIX.